# Séraphin (film)
Séraphin è un film del 1950, diretto da Paul Gury, basato su un romanzo di Claude-Henri Grignon, ambientato nella Laurentides, in Québec. È il sequel del film Un homme et son péché, dello stesso Gury.